# Isildur
Isildur (del quenya ‘sirviente de la Luna’) es un personaje ficticio que forma parte del legendarium creado por el escritor británico J. R. R. Tolkien y cuya historia es narrada principalmente en las novelas El Señor de los Anillos y El Silmarillion, aunque también aparece en la colección de relatos titulada Cuentos inconclusos de Númenor y la Tierra Media. Nacido en el año 3209 de la Segunda Edad del Sol en la isla de Númenor, fue hijo de Elendil el Alto y hermano mayor de Anárion. Aunque no se sabe nada de su esposa, tuvo cuatro hijos: Elendur, Aratan, Ciryon y Valandil. Del menor desciende la línea de sucesión de los Reyes de Arnor.

## Historia
Se cuenta en la Akallabêth que Isildur se escabulló entre los guardias del rey Ar-Pharazôn y llegó hasta Ninmloth, el Árbol Blanco de Númenor, y de él tomó un fruto previendo tal vez su futura destrucción por orden de Sauron. De ese fruto nació después el Árbol Blanco de Minas Tirith.
Cuando Ar-Pharazôn, último rey de Númenor, invadió Valinor por consejo de Sauron, los Elendili («amigos de los elfos»), escaparon al este, antes de la destrucción de la isla de Númenor. Entre ellos iban Elendil y sus hijos Isildur y Anárion. Ellos fundaron después los reinos de Arnor y Gondor, respectivamente. 
Más tarde, al final de la Segunda Edad, Isildur partió a la guerra contra Mordor y durante la Batalla de Dagorlad luchó junto a su padre y los elfos hasta que consiguieron ocupar Mordor. Tras siete años que duró el sitio de Barad-dûr, Sauron mismo salió de su torre y luchó contra Elendil y Gil-Galad, rey de los elfos. Ambos perdieron la vida en el combate, pero consiguieron derrotar a Sauron. En ese momento Isildur tomó la espada quebrada de su padre, Narsil, y le cortó a Sauron el dedo con el Anillo Único y se lo guardó como prenda por la muerte de su padre y su hermano durante la guerra, a pesar de que Elrond y Círdan lo conminaron a destruirlo en los fuegos del cercano Monte del Destino para asegurar la derrota de Sauron.
Isildur, tras plantar el Árbol Blanco en Minas Anor en memoria de su hermano Anárion y confiar el reinado de Gondor a su sobrino Meneldil, partió hacia el norte para hacerse cargo del reino de Arnor en nombre de su padre. Pero, al ser atacado por orcos en los Campos Gladios, en lo que se llamó el Desastre de los Campos Gladios, se puso el Anillo, sabiendo que lo haría invisible, y se arrojó al río Grande. El Anillo vengó a su Hacedor y traicionó a Isildur, deslizándose de su dedo. Los orcos lo vieron y lo mataron a flechazos. Sus tres hijos mayores, que lo habían acompañado a la guerra, también murieron en esa masacre. Solo Ohtar el escudero, junto con otros dos hombres, logró sobrevivir y llevar los fragmentos de Narsil a Rivendel. Valandil, por entonces apenas un niño, se convierte en rey de Arnor.

## En otros medios
En la película animada de Ralph Bakshi de 1978, Isildur (llamado «Príncipe Isildur de los  poderosos Reyes de enfrente del Mar») aparece en los acontecimientos de la Última Alianza interpretado como una silueta. Es llamado «la sombra heroica que se deslizó» para cortar el Anillo Único del dedo de Sauron. Más adelante, aparece sentado en la base de un árbol en el río Anduin, examinando el Anillo. Sintiendo alboroto, Isildur coge su espada, pero las flechas de los orcos le alcanzan un momento después.
En la trilogía de Peter Jackson, Isildur (interpretado por Harry Sinclair) aparece brevemente en las primeras escenas de la primera película, La Comunidad del Anillo, luchando contra orcos en Mordor y cortando el Anillo de la mano de Sauron. También aparece el Desastre de los Campos Gladios y la muerte de Isildur en el río. 
Después, Isildur aparece en un flashback de Elrond. En él, Isildur y Elrond van a la grieta del destino donde el dúnadan rechaza destruir el Anillo, reflejando a Frodo Bolsón y Samsagaz Gamyi en el futuro; sin embargo, Tolkien nunca escribió que Isildur fuera a la grieta misma, solo que le aconsejaron hacerlo. La historia de Isildur cuando sucumbe a la tentación del Anillo afecta a Aragorn, pues teme que él mismo pueda sucumbir a la misma debilidad (un miedo que no es evidente en el libro). 
En las versiones del cine, Arnor y la casa de Anárion no aparecen ni son mencionados. En la tercera película, Legolas se refiere a Isildur como «el último rey de Gondor». Sin embargo, en las ediciones extendidas, Arnor y la casa de Anárion sí se mencionan, dejando claro que Isildur no fue el último rey (aunque Legolas pudo haberse referido al título de «alto rey» ya que en ese sentido Isildur sí fue el último).
Según La Tierra Media: Sombras de guerra, tras su muerte, los orcos recogieron su cadáver, que fue llevado hasta Mordor, donde Sauron le puso un anillo que lo revivió, convirtiéndose en uno de los Nueve, en un Nazgûl, estando encadenada su alma al Señor Oscuro hasta que Talión lo libera, sustituyéndolo como jinete.
En la serie de televisión de Amazon Prime, The Lord of the Rings: The Rings of Power, estrenada en 2022, el actor Max Baldry da vida a Isildur.
| Predecesor: Elendil | Rey de todos los Dúnedain 3441 S. E. - 2 T. E.                                    | Sucesor: Aragorn (3017 años después)                    |
| Predecesor: Elendil | Alto Rey de Gondor y Arnor 3441 S. E. - 2 T. E.                                   | Sucesor: Aragorn (3017 años después)                    |
| Predecesor: Elendil | Rey de Arnor 3441 S. E. - 2 T. E.                                                 | Sucesor: Valandil (a su mayoría de edad)                |
| Predecesor: Elendil | Rey de Gondor 3420 S. E. - 2 T. E. (Junto con Elendil y Anárion; hasta 3340 S.E.) | Sucesor: Meneldil                                       |
| Predecesor: Sauron  | Señor del Anillo 3441 S. E. - 4 de octubre de 2 T. E.                             | Sucesor: Déagol (El anillo permaneció oculto 2461 años) |